# Hugh Kernohan
Hugh Kernohan (né le 2 juillet 1958 à Glasgow en Écosse) est un escrimeur britannique. Il participe à l'épreuve individuel Épée aux Jeux olympiques d'été de 1988 de Séoul. Son père est le diffuseur et écrivain écossais Robert Deans Kernohan.
Kernohan étudie au Balliol College d'Oxford et à l'université d'Édimbourg.